# Movimiento de Descolonización y Emancipación Social

Bandera usada por los independentistas francoguayaneses, apoyados por el MDES.

El Movimiento de Descolonización y Emancipación Social (en francés: Mouvement de décolonisation et d'émancipation sociale, MDES) es un partido político independentista y de extrema izquierda de Guayana Francesa.
Su plataforma política es la demanda de independencia para la Guayana Francesa, actualmente un departamento de ultramar y una de las 18 regiones de Francia. Ellos también consideran la posibilidad de convertir a una colectividad de ultramar, cuyo estatus es superior a la de departamento de ultramar.
En 1998, el MDES obtuvo 3 escaños en las elecciones regionales con un 8,6% de los votos; pero en las elecciones regionales de 2004, sólo obtuvo el 6.55% de los votos y no obtuvo escaños.En 2012 las elecciones parlamentarias, los MDES obtuvieron 17,30% de los votos.
Alain Tien-Liong, presidente del Consejo General de Guayana Francesa, es miembro del partido.